# Palopat Maria
Palopat Maria is een bestuurslaag in het regentschap Padang Sidempuan van de provincie Noord-Sumatra, Indonesië. Palopat Maria telt 2261 inwoners (volkstelling 2010).